# NGC 6060
NGC 6060 este o intermediate spiral galaxy⁠(d) situată în constelația Hercule. A fost descoperită în 22 iunie 1876 de către Édouard Stephan⁠(d). Se află la o distanță de 61,66 de megaparseci de Pământ.